# Saltfjell
Saltfjell ali Saltfjellet je gorsko območje v okrožju Nordland na Norveškem, ki ločuje dve okrožji Helgeland in Salten. Je tudi kulturna meja med južnim in osrednjim delom Sápmija.

## Geografija in okolje
Saltfjell je ena največjih gorskih verig na Norveškem in je tudi kraj, kjer seka arktični krog državo. To območje je del sedmih občin: severni del je del občin Saltdal, Bodø, Beiarn in Gildeskål, zahodni del je del občin Meløy in Rødøy, medtem ko je južni del občine Rana.
Najvišja gora je Ølfjellet s 1751 metri nadmorske višine. Gore se raztezajo od obale do švedske meje. Ledenik Svartisen sta pravzaprav dva ledenika, ki ju ločuje dolina Glomdalen z reko Glomåga. Zahodni Svartisen je drugi največji ledenik na norveški celini in je del narodnega parka Saltfjellet-Svartisen. Obstaja tudi veliko drugih ledenikov. Zaščitenih je skupno 2587 kvadratnih kilometrov območja. Iz gora se razprostira več dolgih dolin, kot sta dolina Dunderland in Blakkådalen, ki gresta proti jugu od gora, ter Saltdal in dolina Beiar, ki gresta proti severu. Vzhodni del verige tvori planoto z nekaj položnimi gorami, kjer se cesta in železnica križata čez Saltfjell. Tako cesta kot železnica izkoriščata prednosti doline Dunderland in doline Saltdal, da je razdalja po alpski tundri, ki pozimi pogosto spremlja snežne nevihte, čim krajša. Zahodni del je bolj alpski in strm in tu se jezik ledenika engabreen Zahodnega Svartisena skoraj spušča do fjorda.

## Promet
Čez gore potekata dve glavni prometni poti: evropska cesta E6 in proga Nordland. Cesta E6 je bila odprta leta 1937 in je bila asfaltirana leta 1972. Do leta 1968 je bila cesta pozimi zaprta. Železniška proga je bila zgrajena čez goro med drugo svetovno vojno in odprta leta 1947.

## Ime
Gorovje je dobilo ime po okrožju Salten, poimenovanem po Saltfjorden (slani fjord). Zadnji element je končna oblika fjell, kar pomeni 'gora'.
- Storglomvatnet (jezero), s talilno vodo iz ledenika Svartisen
- Melfjorden v Rødøyu v daljavi; Saltfjell sega vse do obale in se je izkazal kot ovira za floro in favno, vključno z navadno smreko in gadom.
- Tovorni vlak na Saltfjellet
- Če vozite po cesti E6 z juga, se vzpon začne blizu Krokstranda v dolini Dunderland
- Cesta E6 na Saltfjellu, maj 2011